# Wereldkampioenschap schaatsen allround 1891
Het Wereldkampioenschap allround in 1891 werd van 6 tot 7 januari 1891 verreden op het Museumplein in Amsterdam.
Dit kampioenschap was het derde wereldkampioenschap allround, er was echter geen internationale bond die de wedstrijden organiseerde. De Internationale Schaatsunie (ISU) zou pas in de zomer van 1892 opgericht worden. Tot die tijd werden de (onofficiële) wereldkampioenschappen allround wel steeds op het Museumplein in Amsterdam georganiseerd. Er was geen titelverdediger omdat het wereldkampioenschap van 1890 onbeslist eindigde. De Amerikaan Joe Donoghue won alle afstanden en werd zo de eerste wereldkampioen allround.

## Klassement
|      | Schaatser             | Land              | ½ mijl Kwalificatie | ½ mijl finale | 2 mijl      | 1 mijl       | 5 mijl      |
| Goud | Joe Donoghue          | Verenigde Staten  | 1.25,4 (1)          | 1.25,6 (1)    | 6.10,8 (1)  | 3.00,4 (1)   | 16.02,2 (1) |
| (2)  | Klaas Pander          | Nederland         | 1.34,0 (2)          | 1.30,2 (2)    | 6.38,6 (2)  | 3.11,2 (2)   | 17.04,0 (2) |
| (3)  | August Underborg      | Duitse Keizerrijk | 1.36,0 (4)          | 1.32,4 (4)    | 6.52,4 (4)  | 3.14,2 (3)   | 17.04,4 (3) |
| (4)  | A. Couvée             | Nederland         | 1.36,6 (5)          |               | 7.19,4 (8)  | 3.18,0 (5)   | 17.04,8 (4) |
| (5)  | M. Cartier van Dissel | Nederland         | 1.37,0 (6)          |               | 6.52,2 (3)  | 3.27,4 (7)   | 17.56,0 (5) |
| (6)  | G. Couvée             | Nederland         | 1.44,2 (9)          |               | 6.53,4 (5)  | 3.46,0 (10)  | 18.30,0 (8) |
| (7)  | Wim de Boer           | Nederland         | 1.49,6 (10)         |               | 7.38,6 (9)  | 3.35,0 (9)   | 18.26,4 (7) |
| (8)  | N. Kampers            | Nederland         | 1.52,4 (13)         |               | 7.19,4 (7)  | 3.29,0 (8)   | 18.13,0 (6) |
| (9)  | Dirk Fenenga          | Nederland         | 1.55,2 (14)         |               | 8.27,4 (12) | 3.56,4 (11)  | 20.54,0 (9) |
| NF4  | Jaap Houtman          | Nederland         | 1.40,0 (7)          |               | 7.04,4 (6)  | 3.21,0 (6)   | NF          |
| NF3  | C. Henny              | Nederland         | 2.02,0 * (15)       |               | 9.04,4 (13) | NF           |             |
| NS3  | B. van Rijkevorsel    | Nederland         | 1.42,4 (8)          |               | 8.01,4 (11) | NS           |             |
| NS3  | Pim Mulier            | Nederland         | 1.51,6 (12)         |               | 7.34,4 (10) | NS           |             |
| NS2  | Jaap Eden             | Nederland         | 1.35,2 (3)          | 1.31,2 (3)    | NS          | 3.15,2 * (4) |             |
| NS2  | B. Jansen             | Nederland         | 1.49,6 (10)         |               | NS          |              |             |

* = met val
NC = niet gekwalificeerd
NF = niet gefinisht
NS = niet gestart
DQ = gediskwalificeerd